# Dino Ferrari
Dino Ferrari (Alfredino, apodo de Alfredo Ferrari) (Módena, 19 de enero de 1932-Módena, 30 de junio de 1956) fue un ingeniero automovilístico italiano. Hijo de Enzo Ferrari, falleció a los 24 años de edad víctima de una distrofia muscular. La consternación que causó su muerte hizo que en su momento se le rindieran numerosos homenajes conmemorativos en el mundo del motor.

## Biografía

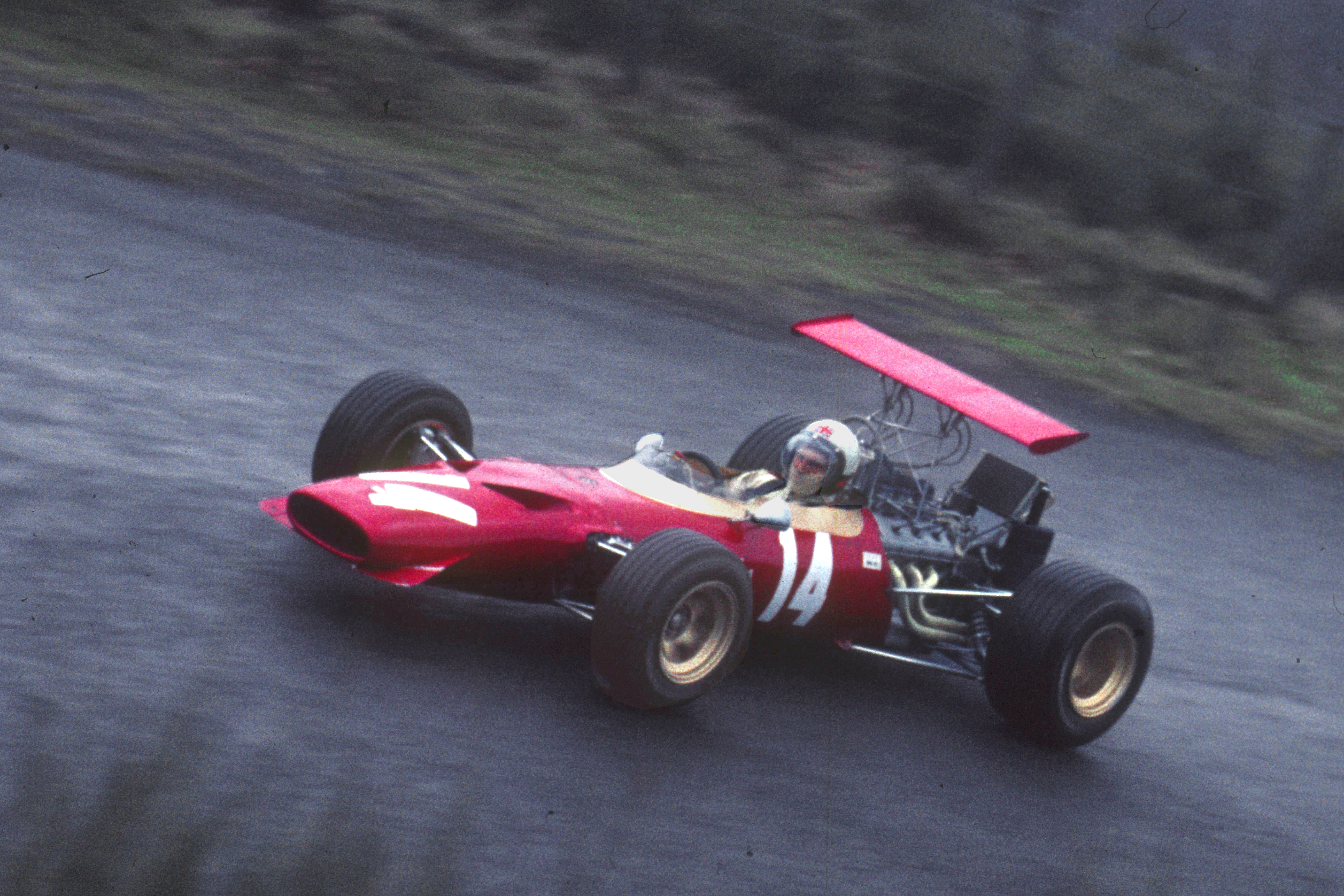
Ferrari Dino F2

Dino era el único hijo legítimo de Enzo Ferrari, quien decidió llamarle Alfredo, igual que su padre.
Desde una corta edad, Enzo se dedicó a capacitar a su hijo para ser su sucesor, y por ello le envió a algunas de las mejores escuelas europeas. Dino estudió ingeniería en Suiza. Dino le sugirió a su padre el desarrollo de un motor 1,5 l DOHC V6 para su uso en Fórmula 2 a finales de 1955. Poco después, Alfredo enfermó, al sufrir de distrofia muscular. Estando hospitalizado, discutió los detalles técnicos de dicho motor con el ingeniero Vittorio Jano. Dino nunca vería funcionar su motor, ya que murió el 30 de junio de 1956, cuando contaba tan solo con 24 años.

## Homenajes
- Los modelos Fiat Dino y Ferrari Dino llevaron dicho nombre en su honor.
- El Autodromo Enzo e Dino Ferrari en Italia fue originalmente llamado exclusivamente en su honor; el nombre de su padre, Enzo fue añadido tras su muerte en 1988.